# Funció trigamma
|  | No s'ha de confondre amb Funció gamma triple. |

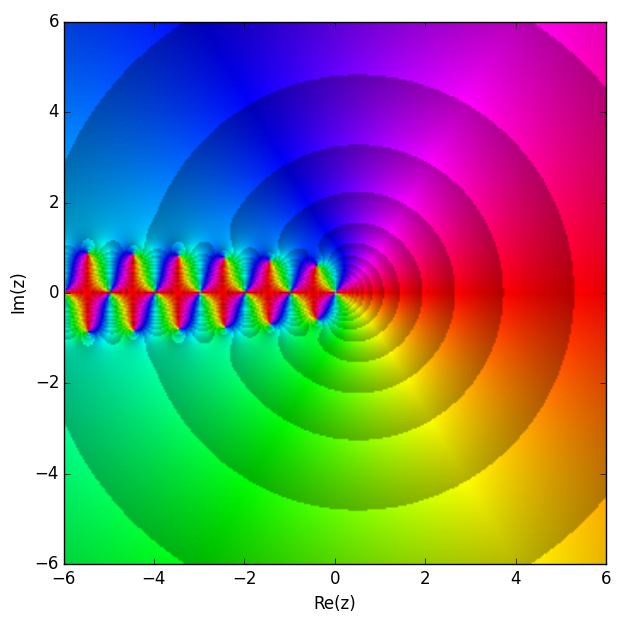
Representació en color de la funció trigamma, ψ_{1}(z) en una regió rectangular del pla complex.

En matemàtiques, la funció trigamma, denotada ψ1(z), és la segona de les funcions poligamma, i està definida per
{\displaystyle \psi _{1}(z)={\frac {d^{2}}{dz^{2}}}\ln \Gamma (z)}.
D'aquesta definició es desprèn que
{\displaystyle \psi _{1}(z)={\frac {d}{dz}}\psi (z)}
on ψ(z) és la funció digamma. També es pot definir com la suma de la sèrie
{\displaystyle \psi _{1}(z)=\sum _{n=0}^{\infty }{\frac {1}{(z+n)^{2}}},}
convertint-lo en un cas especial de la funció zeta de Hurwitz.
{\displaystyle \psi _{1}(z)=\zeta (2,z).}
Tingueu en compte que les dues últimes fórmules són vàlides quan 1 − z no és un nombre natural.

## Representació
Una representació, en forma d'integral doble, com una alternativa a una de les donades anteriorment, es pot derivar de la representació en forma de sèrie:
{\displaystyle \psi _{1}(z)=\int _{0}^{1}\!\!\int _{0}^{x}{\frac {x^{z-1}}{y(1-x)}}\,dx\,dy}
utilitzant la fórmula per a la suma d'una sèrie geomètrica. Integrant per parts s'obté:
{\displaystyle \psi _{1}(z)=-\int _{0}^{1}{\frac {x^{z-1}\ln {x}}{1-x}}\,dx}
Una expansió asimptòtica com una sèrie de Laurent és
{\displaystyle \psi _{1}(z)={\frac {1}{z}}+{\frac {1}{2z^{2}}}+\sum _{k=1}^{\infty }{\frac {B_{2k}}{z^{2k+1}}}=\sum _{k=0}^{\infty }{\frac {B_{k}}{z^{k+1}}}}
(si, per exemple, es tria B1 = 12, obtenim nombres de Bernoulli).

### Fórmules de recurrència i reflexió
La funció trigamma satisfà la relació de recurrència
{\displaystyle \psi _{1}(z+1)=\psi _{1}(z)-{\frac {1}{z^{2}}}}
i la fórmula de reflexió
{\displaystyle \psi _{1}(1-z)+\psi _{1}(z)={\frac {\pi ^{2}}{\sin ^{2}\pi z}}\,}
que immediatament dona el valor de z = 12: {\displaystyle \psi _{1}({\tfrac {1}{2}})={\tfrac {\pi ^{2}}{2}}}.

### Valors especials
La funció trigamma té els següents valors especials:
{\displaystyle {\begin{aligned}\psi _{1}\left({\tfrac {1}{4}}\right)&=\pi ^{2}+8G\quad &\psi _{1}\left({\tfrac {1}{2}}\right)&={\frac {\pi ^{2}}{2}}&\psi _{1}(1)&={\frac {\pi ^{2}}{6}}\\[6px]\psi _{1}\left({\tfrac {3}{2}}\right)&={\frac {\pi ^{2}}{2}}-4&\psi _{1}(2)&={\frac {\pi ^{2}}{6}}-1\quad \end{aligned}}}
on G representa la constant de Catalan.
No hi ha arrels a l'eix real de ψ1, però existeixen infinitat de parells d'arrels zn, zn per a Re z < 0. Cada parell d'arrels s'acosta ràpidament a Re zn = −n + 12 i la seva part imaginària augmenta logarítmicament lent amb n. Per exemple, z1 = −0.4121345... + 0.5978119...i i z₂ = −1.4455692... + 0.6992608...i són les dues primeres arrels amb Im(z) > 0.

### Relació amb la funció de Clausen
La funció digamma amb arguments racionals es pot expressar en termes de funcions trigonomètriques i logaritmes pel teorema de la digamma. Un resultat similar es manté per a la funció trigamma, però les funcions circulars se substitueixen per la funció de Clausen. És a dir,
{\displaystyle \psi _{1}\left({\frac {p}{q}}\right)={\frac {\pi ^{2}}{2\sin ^{2}(\pi p/q)}}+2q\sum _{m=1}^{(q-1)/2}\sin \left({\frac {2\pi mp}{q}}\right){\textrm {Cl}}_{2}\left({\frac {2\pi m}{q}}\right).}

### Càlcul aproximat
Un mètode fàcil per obtenir un valor aproximat de la funció trigamma és prendre la derivada de l'expansió en sèrie de la funció digamma.
{\displaystyle \psi _{1}(x)\approx {\frac {1}{x}}+{\frac {1}{2x^{2}}}+{\frac {1}{6x^{3}}}-{\frac {1}{30x^{5}}}+{\frac {1}{42x^{7}}}-{\frac {1}{30x^{9}}}+{\frac {5}{66x^{11}}}-{\frac {691}{2730x^{13}}}+{\frac {7}{6x^{15}}}}

## Aparició
La funció trigamma apareix en aquesta fórmula de suma sorprenent:
{\displaystyle \sum _{n=1}^{\infty }{\frac {n^{2}-{\frac {1}{2}}}{\left(n^{2}+{\frac {1}{2}}\right)^{2}}}\left(\psi _{1}{\bigg (}n-{\frac {i}{\sqrt {2}}}{\bigg )}+\psi _{1}{\bigg (}n+{\frac {i}{\sqrt {2}}}{\bigg )}\right)=-1+{\frac {\sqrt {2}}{4}}\pi \coth {\frac {\pi }{\sqrt {2}}}-{\frac {3\pi ^{2}}{4\sinh ^{2}{\frac {\pi }{\sqrt {2}}}}}+{\frac {\pi ^{4}}{12\sinh ^{4}{\frac {\pi }{\sqrt {2}}}}}\left(5+\cosh \pi {\sqrt {2}}\right).}